# Conisch kapoentje
Het conisch kapoentje (Scymnus frontalis) is een kever uit de familie van de lieveheersbeestjes (Coccinellidae).
De volwassen kever wordt 2 tot 3 mm lang en 1,5 tot 1,8 mm breed. De gedrongen kever is zwart met twee rode of rossige vlekken op het voorste deel van de dekschilden. Er zijn variëteiten zonder vlekken of met vier vlekken. De achterrand is soms ook rood. De soort leeft vooral in gras, maar soms ook in struiken en bomen. Het voedsel bestaat uit bladluizen.